# Nosibądy
Nosibądy (dawniej niem. Naseband) – wieś w północno-zachodniej Polsce położona w województwie zachodniopomorskim, w powiecie szczecineckim, w gminie Grzmiąca.
Do 1687 r. wieś należała do rodziny Glasenapp. Następnie właścicielem był Joachim von Kleist i jego następcy. W roku 1735 należał do rodu von Bonin. Ostatnim właścicielem przed 1945 r. był Hans von Zastrow.
We wsi ruiny pałacu z połowy XIX w. w otoczeniu dawnego parku. Kościół ryglowy z pierwszej połowy XVI w. rozbudowany w 1775.